# Polydesmus beaumontii
Polydesmus beaumontii är en mångfotingart som beskrevs av Leguillou 1841. Polydesmus beaumontii ingår i släktet Polydesmus och familjen plattdubbelfotingar. Inga underarter finns listade i Catalogue of Life.